# Regering-Barre I
De regering-Barre I (Frans: Gouvernement Raymond Barre I) was de regering van de Franse Republiek van 26 augustus 1976 tot 30 maart 1977.
| Ambtsbekleder                     | Ambtsbekleder        | Ambtsbekleder                   | Functie(s)                               | Ambtstermijn     | Ambtstermijn      | Partij(en) |
| --------------------------------- | -------------------- | ------------------------------- | ---------------------------------------- | ---------------- | ----------------- | ---------- |
|                                   | Raymond Barre        | Raymond Barre (1924–2007)       | Premier                                  | 26 augustus 1976 | 21 mei 1981       | O          |
| Minister van Financiën            | Raymond Barre        | Raymond Barre (1924–2007)       | 31 maart 1978                            | 26 augustus 1976 |                   | O          |
| Minister van Economische Zaken    | Raymond Barre        | Raymond Barre (1924–2007)       | 31 maart 1978                            | 26 augustus 1976 |                   | O          |
|                                   | Michel Poniatowski   | Michel Poniatowski (1922–2002)  | Minister van Staat                       | 27 mei 1974      | 30 maart 1977     | RI         |
| Minister van Binnenlandse Zaken   | Michel Poniatowski   | Michel Poniatowski (1922–2002)  |                                          | 27 mei 1974      | 30 maart 1977     | RI         |
|                                   | Olivier Guichard     | Olivier Guichard (1920–2004)    | Minister van Staat                       | 26 augustus 1976 | 30 maart 1977     | RPR        |
| Minister van Justitie             | Olivier Guichard     | Olivier Guichard (1920–2004)    |                                          | 26 augustus 1976 | 30 maart 1977     | RPR        |
| Zegelbewaarder                    | Olivier Guichard     | Olivier Guichard (1920–2004)    |                                          | 26 augustus 1976 | 30 maart 1977     | RPR        |
|                                   | Jean Lecanuet        | Jean Lecanuet (1920–1993)       | Minister van Staat                       | 26 augustus 1976 | 30 maart 1977     | CDS        |
| Minister van Ruimtelijke Ordening | Jean Lecanuet        | Jean Lecanuet (1920–1993)       |                                          | 26 augustus 1976 | 30 maart 1977     | CDS        |
|                                   | Raymond Barre        | Louis de Guiringaud (1911–1982) | Minister van Buitenlandse Zaken          | 26 augustus 1976 | 29 november 1978  | DVD        |
|                                   | Yvon Bourges         | Yvon Bourges (1921–2009)        | Minister van Defensie                    | 30 januari 1975  | 1 oktober 1980    | RPR        |
|                                   |                      | André Rossi (1921–1994)         | Minister van Buitenlandse Handel         | 26 augustus 1976 | 31 maart 1978     | PRV        |
|                                   | Simone Veil          | Simone Veil (1927–2017)         | Minister van Volksgezondheid             | 27 mei 1974      | 4 juli 1979       | DVD        |
|                                   |                      | Christian Beullac (1923–1986)   | Minister van Arbeid en Werkgelegenheid   | 26 augustus 1976 | 5 april 1978      | DVD        |
|                                   |                      | Vincent Ansquer (1925–1987)     | Minister van Levenskwaliteit             | 26 augustus 1976 | 30 maart 1977     | RPR        |
|                                   |                      | René Haby (1919–2003)           | Minister van Onderwijs                   | 27 mei 1974      | 5 april 1978      | RI         |
|                                   | Alain Madelin        | Michel d'Ornano (1924–1991)     | Minister van Wetenschap                  | 14 juni 1974     | 30 maart 1977     | RI         |
| Minister voor Industriële Zaken   | Alain Madelin        | Michel d'Ornano (1924–1991)     |                                          | 14 juni 1974     | 30 maart 1977     | RI         |
|                                   | Jean-Pierre Fourcade | Jean-Pierre Fourcade (1929)     | Minister van Transport                   | 26 augustus 1976 | 26 september 1977 | RI         |
|                                   | Christian Bonnet     | Christian Bonnet (1921–2020)    | Minister van Landbouw en Visserij        | 27 mei 1974      | 30 maart 1977     | RI         |
|                                   |                      | Pierre Brousse (1926–1992)      | Minister voor Midden- en Kleinbedrijf    | 26 augustus 1976 | 30 maart 1977     | PRV        |
|                                   |                      | Robert Galley (1921–2021)       | Minister voor Samenwerking               | 26 augustus 1976 | 22 december 1980  | RPR        |
|                                   | Robert Boulin        | Robert Boulin (1920–1979)       | Minister voor Parlementaire Betrekkingen | 26 augustus 1976 | 30 maart 1977     | RPR        |